# HD 10180 c
HD 10180 c هو كوكب خارج المجموعة الشمسية مؤكد يقع على بعد 130 سنة ضوئية تقريباً في كوكبة حية الماء الجنوبية حول نجم يشبه الشمس لدية ما لا يقل عن خمسة كواكب يسمى في تسمية هنري درابر الدليلة HD 10180 . كوكب HD 10180 c نبتون حار كتلتة الدنيا مماثلة لكتلة نبتون أو لكتلة كوكب أورانوس نحو 13 كتلة أرضية . اكتشف الكوكب بواسطة مرسام الطيف هاربس في مرصد لاسيلا في تشيلي، وذلك باستخدام تحليل دوبلر الطيفي وأعلن عن هذا الاكتشاف في 24 أغسطس 2010 .